# مدرسة أوكلاهوما للصم
مدرسة أوكلاهوما للصم (بالإنجليزية: Oklahoma School for the Deaf وتُعرف اختصارًا بـ OSD) هي مدرسة حكومية داخلية تُعنى بتعليم الصم وضعاف السمع من الأطفال الذين تتراوح أعمارهم بين 2 إلى 18 عامًا. تُقدّم المدرسة التعليم من مرحلة رياض الأطفال حتى الصف الثاني عشر، وتقع في مدينة سلفر، أوكلاهوما، الولايات المتحدة.

## التاريخ

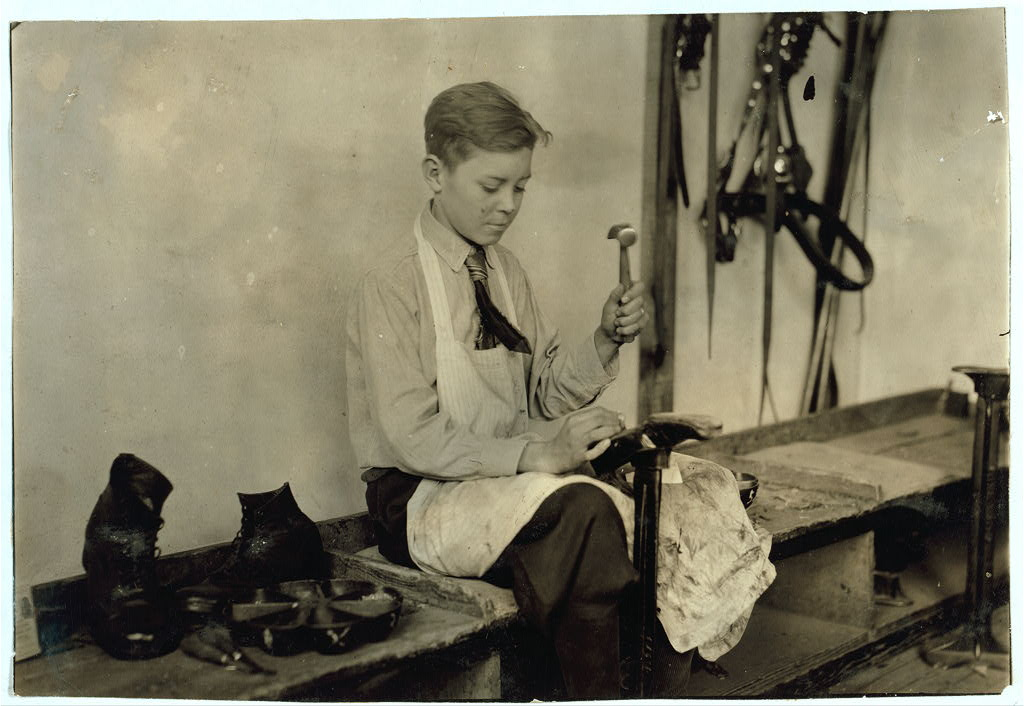
تعلم صناعة الأحذية، 1917. تصوير لويس هاين.

كانت أول مدرسة في ما أصبح لاحقًا ولاية أوكلاهوما تقدم التعليم للأطفال الصم تقع في فورت غيبسون. أنشأها رُولاند لوري لتعليم الأطفال الصم والمكفوفين من القبائل الخمس المتحضرة. وبحلول تسعينيات القرن التاسع عشر، سُمح بقبول الأطفال البيض في مدرسة فورت جيبسون.
في عام 1898، أنشأ السيد والسيدة إلسورث لونغ (وكلاهما من الصم) مدرسة لتعليم الأطفال الصم في غوثري، عاصمة إقليم أوكلاهوما آنذاك، تحت اسم "مدرسة أوكلاهوما للصم والبكم". وفي عام 1905، بلغ عدد طلاب المدرسة 72 طالبًا.
بعد اتحاد الإقليمين وتأسيس ولاية أوكلاهوما في عام 1907، أُنشئت "مدرسة أوكلاهوما للصم" (OSD) في مدينة سلفر. وفي عام 1908، بدأت الصفوف تُعقد في مبانٍ وفنادق مُستأجرة ضمن الحي التجاري لسلفر.
كانت إيدنا باتش أول خريجة من المدرسة في ولاية أوكلاهوما عام 1907، ولاحقًا أصبحت أول موظفة صماء في مدرسة أوكلاهوما للصم.
بدأ بناء مبانٍ مدرسية جديدة عام 1910، لكن في عام 1911 انهارت الأبنية قيد الإنشاء (على بُعد نحو ربع ميل شرقًا و100 ياردة جنوب الموقع الحالي)، وسط اتهامات بالاحتيال، وأُعلن عن إدانة تلك المباني. (عُثر لاحقًا على حجر الأساس الأصلي، فاشتراه وتبرع به كل من توماس طومسون، بيتي ستيفنز، ولاري هوكينز). وفي عام 1912، بدأت أعمال البناء في الموقع الحالي، وبدأت الصفوف في خريف عام 1913.
تطورت المدرسة من ثلاثة مبانٍ رئيسية (مركز رالف هـ. وايت التعليمي، قاعة ستيوارت، وقاعة ريد) إلى حرم يشمل الصالة الرياضية، المسرح، مجمّع اتحاد الطلبة، مقر إقامة المشرف، قاعة لونغ، قاعة بلاتنر، مبنى التدريب المهني، قاعة غريفين، ومرافق الصيانة.
في عام 1961، بدأت عملية تجديد شاملة لجميع مباني المدرسة، واكتملت في عام 1980. كما بدأت في 1999–2000 عملية تجديد جديدة، واكتمل تحديث قاعات لونغ، وايت، ستيوارت، وبلاتنر بحلول عام 2002. وشهدت الصالة الرياضية إصلاحات رئيسية خلال هذه الفترة.

### التميمة (الرمز الرياضي)
كانت مدرسة أوكلاهوما للصم تُعرف رسميًا باسم "الهنود". استغرق تغيير هذا الرمز عدة سنوات، بدأ في عام 2016 حين بدأت المدرسة تدريجيًا بإزالة الرموز المرتبطة بالسكان الأصليين، واستبدالها بشعار بسيط يحتوي على حرف "O" مربوط بريشتين. وفي عام 2020، شكّل الموظفون والخريجون لجنة خاصة للرمز الرياضي، جمعت ملاحظات المجتمع المحلي لاختيار بديل مناسب. وبدعم من وزارة التأهيل في أوكلاهوما، أصبح الرمز الجديد للمدرسة هو "البيسون".

## برنامج التوعية
يوفر برنامج التوعية تقييمات للأطفال من عمر عامين حتى 21 عامًا، بالإضافة إلى برامج تدريبية أثناء الخدمة، واستشارات تتعلق بتكييف البيئات التعليمية للأطفال. وقدمت المدرسة 2,506 خدمة مباشرة للطلاب الصم أو ضعاف السمع، إضافة إلى 14,847 تواصلًا مع أسر ومدارس ومنظمات معنية بالصم وضعاف السمع.

## التمويل
يحصل نحو 95٪ من ميزانية مدرسة أوكلاهوما للصم من المخصصات الحكومية. كما تتلقى المدرسة تمويلًا من برنامج IDEA-B عبر وزارة التعليم في أوكلاهوما لتغطية طلاب السكن الداخلي، في حين تحتفظ المنطقة التعليمية التي ينتمي إليها الطالب بتمويل طلاب اليوم الواحد. وتحصل المدرسة على تمويل محدود من برامج التغذية المدرسية، والتعليم المهني، ووزارة المكتبات الأمريكية، بالإضافة إلى تعويضات برنامج ميديكيد للأطفال المؤهلين. ولا تتلقى المدرسة تمويلًا منتظمًا من برامج التعليم الفدرالية، وجميع ما يُقدَّم من تمويل فدرالي يُعد تمويلًا اختياريًا لا يمكن اعتباره مصدر دخل دائم.

## الحرم المدرسي
توفر المدرسة مساكن داخلية للطلاب القادمين من مناطق بعيدة عن الحرم. كما تمتلك المدرسة مراكز تعليم الطفولة المبكرة في مدن تشيكاشا، إدموند، وسلفر.

### المتحف
تضم المدرسة متحفًا مخصصًا لتكريم **بيتي س. فاين**، التي كانت من أبرز المهتمين بالحفاظ على المقتنيات التاريخية الخاصة بالمدرسة.

## الرياضة
تنتمي مدرسة أوكلاهوما للصم إلى الرابطة الوطنية للمدارس الثانوية للصم (NDIAA)، ورابطة أنشطة المدارس الثانوية في أوكلاهوما، وتشارك فرقها في مؤتمر مدارس السهول الكبرى للصم (GPSD). وتشمل الرياضات التي تشارك فيها المدرسة: كرة القدم الأمريكية، الكرة الطائرة، التشجيع، كرة السلة، ألعاب القوى، والألعاب الأولمبية الخاصة.

### بطولات المؤتمر
| الرياضة             | الجنس | السنة                                          | المؤتمر             |
| ------------------- | ----- | ---------------------------------------------- | ------------------- |
| كرة السلة           | ذكور  | 1990، 2020                                     | GPSD                |
| كرة السلة           | إناث  | 2006، 2007، 2009، 2016، 2019، 2020             | GPSD                |
| ألعاب القوى         | ذكور  | 2019                                           | GPSD                |
| التشجيع             |       | 1992، 1997، 2013، 2015، 2016، 2017، 2018، 2019 | GPSD                |
| كرة القدم الأمريكية |       | 1967                                           | مؤتمر الجنوب الأوسط |
| كرة القدم الأمريكية |       | 2008، 2012، 2014، 2018، 2019، 2022، 2023       | GPSD                |
| الكرة الطائرة       |       | 2019                                           | GPSD                |
| المسابقة الأكاديمية |       | 2008، 2015                                     | GPSD                |

### البطولات الوطنية
| الرياضة             | الجنس | السنة      |
| ------------------- | ----- | ---------- |
| كرة القدم الأمريكية |       | 1952، 2019 |
| كرة السلة           | ذكور  | 1961       |
| كرة السلة           | إناث  | 2006       |

## المشاريع
تتعاون المدرسة مع وزارة التعليم في أوكلاهوما في مشروعين رئيسيين. المشروع الأول هو برنامج ECCO (توسيع فرص التواصل لدى الأطفال)، وهو برنامج تدخل مبكر موجه لأسر الأطفال الصم الذين تتراوح أعمارهم بين 3 و6 سنوات. أما المشروع الثاني فهو برنامج تدريبي وإرشادي يهدف إلى رفع كفاءة المترجمين بلغة الإشارة في المدارس العامة.
تواصل المدرسة التركيز على مهارات القراءة والرياضيات، بهدف تحقيق تطور لا يقل عن سنة دراسية كاملة سنويًا. ومنذ فبراير 2007، أصبحت مكتبة الأفلام المُصاحبة للنصوص التابعة للمدرسة تعرف باسم **المركز الوطني للتعلم المتاح** (NALC)، وهو الموزّع الوحيد لمواد برنامج "الوسائط الموصوفة والمصحوبة بالنصوص" في الولايات المتحدة.
تسعى المدرسة إلى توسيع خدمات التوعية الموجهة للطلاب والبالغين من خلال برامجها، ومنها: برنامج ECCO لمساعدة أسر الأطفال الصم، برنامج توزيع أدوات الاتصال للصم وضعاف السمع وذوي اضطرابات النطق، وبرامج دعم السمع لكبار السن والأطفال.
في عام 2011، أطلقت المدرسة حملة لجمع التبرعات بهدف تحديث ملعب كرة القدم وإضافة الإضاءة والمدرجات.

## الجهة المشرفة
تخضع مدرسة أوكلاهوما للصم لإشراف وزارة التأهيل في أوكلاهوما.